# Група армија Остмарк
Група армија Остмарк је била немачка армијска група формирана на самом крају Другог светског рата.
Група армија Остмарк је формирана 2. априла 1945. од остатака Армијске групе Југ. Група армија Остмарк је дејствовала у Аустрији и Чехословачкој. Била је једна од последњих великих немачких војних формација која се предала. Једини командир ове армијске групе, др. Лотар Рендулиц, се предао 8. маја 1945, током совјетске Прашке офанзиве.

## Командир
- генерал-пуковник др. Лотар Рендулиц - 2. април 1945 — 8. мај 1945.